# Рене Касен
Рене Самюел Касен (на френски: René Samuel Cassin) е френски юрист и дипломат от еврейски произход, активен участник във френската съпротива по време на Втората световна война.

## Биография
Касен е представител на Франция в Организацията на обединените нации (1946 – 1958), съучредител на ЮНЕСКО през (1946), вицепрезидент (1959 – 1965) и президент (1965 – 1968) на Европейския съд по правата на човека в Страсбург, съавтор на Всеобщата декларация за правата на човека, приета от Общото събрание на ООН на 10 декември 1948 година. Носител  на Ордена на почетния легион и на Нобелова награда за мир за 1968 година. Касен получава Нобеловата награда преди всичко за участието си в изготвянето на декларацията за човешки правата и за ангажираността си с нейното разпространение и налагане, както и за дейността си в Съда по правата на човека. Той влага наградния фонд за основаване на Международен институт за изследване на човешките права в Страсбург.
Рене Самюел Касен умира на 20 февруари 1976 година в Париж.